# Szaleństwa Ewy
Szaleństwa Ewy (cz. Eva tropí hlouposti) – czeski czarno-biały film komediowy w reżyserii Martina Friča, zrealizowany w 1939 w Protektoracie Czech i Moraw. Adaptacja powieści Fan Vavřincovej „Eva tropí hlouposti”.

## Obsada
- Nataša Gollová jako Eva
- Oldřich Nový jako Michal Norr, brat Evy
- Zdeňka Baldová jako ciocia Pa (Pavlína)
- Ella Nollová jako Klotylda
- Gustav Hilmar jako Tomáš Záhorský, fabrykant
- Marta Májová jako Emilie Záhorská, żona fabrykanta
- Jiřina Sedláčková jako Eliška Záhorská, córka fabrykanta
- Josef Gruss jako Zdeněk Kolář
- Raoul Schránil jako dr Jiří Novotný alias Jiří Kučera
- Bolek Prchal jako Jan, służący Záhorskich

## Źródła
- Szaleństwa Ewy w bazie IMDb (ang.)
- Szaleństwa Ewy w bazie Filmweb
- Eva tropí hlouposti w bazie Kinobox.cz (cz.)
- Eva tropí hlouposti. w bazie ČSFD.cz. (cz.).
- Eva tropí hlouposti. w bazie FDb.cz. (cz.).